# Слон

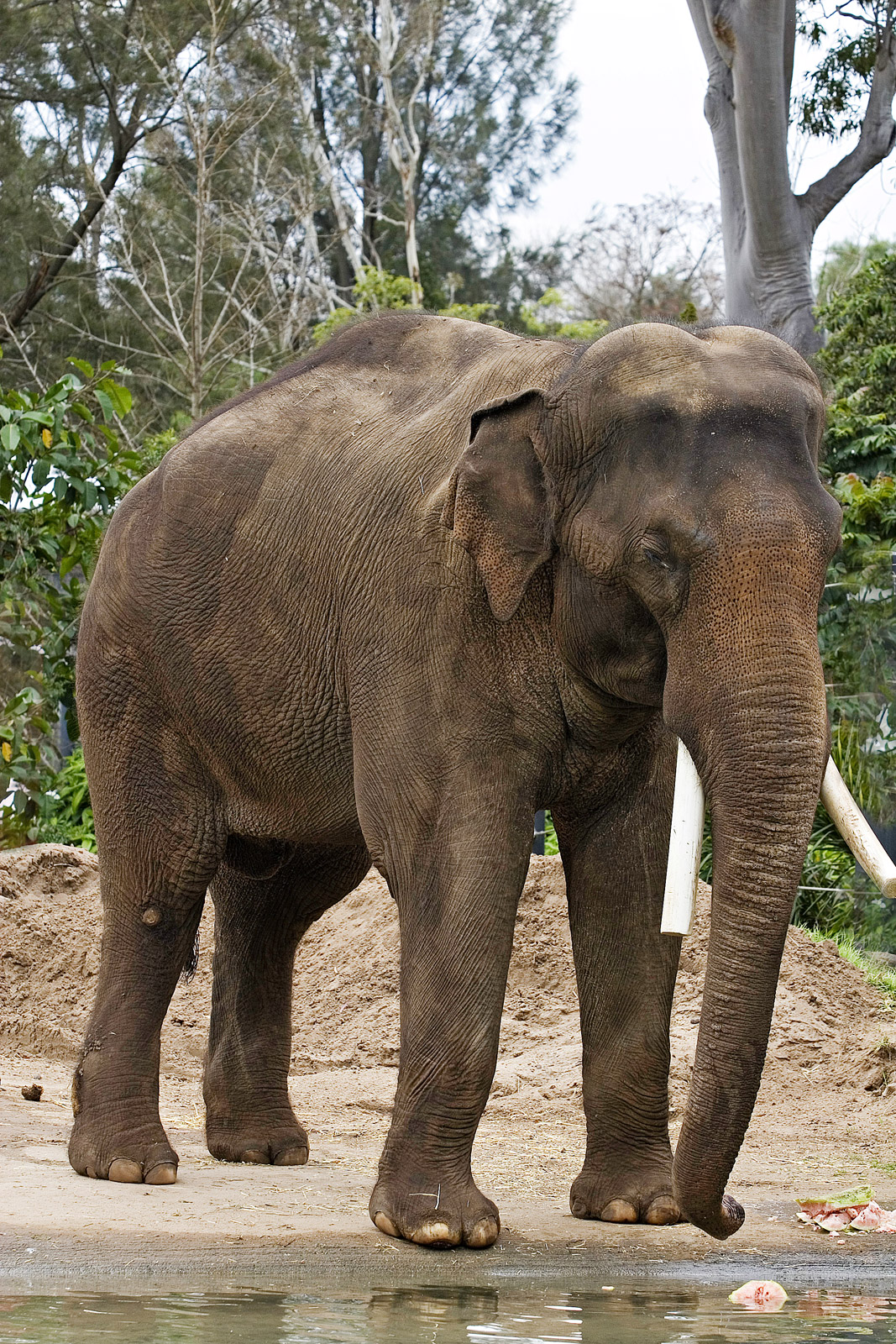
Слон Elephas maximus (слон індійський) у зоопарку

Слон — загальна народна назва всіх сучасних біологічних видів з родини Слонові (Elephantidae). Слони мешкають у Африці на південь від Сахари та в Південній Азії. Ця група тварин має величезне значення в історії багатьох народів світу і культур.

## Етимологія
Українське слово слон, як і інші слов'янські назви цієї тварини, не схоже на терміни для її позначення в інших мовах (англ. elephant, фр. éléphant і нім. Elephant, тюрк. «філ», «піл»). Всі слов'янські слова (укр., біл., рос. і болг. слон, словен. slòn, чеськ. і словац. slon, пол. sɫoń, в.-луж. sɫóń, н.-луж. sɫon) виводяться з прасл. *slonъ. Сам факт існування оригінальної слов'янської назви постає вельми незвичайним, адже слони не жили в історичну добу на слов'янських землях. Походження слова *slonъ неясне. Висунуто такі версії:
- Від прасл. *sloniti sę («притулятися»). Походження такої назви пояснюють тим, що слони сплять, притулившись до стовбура дерева або один до одного.
- Від прасл. *slopnъ: пор. старопол. słopień («сходинка», «приступка») та słopać («тупати»). Тобто, «той, хто тупає».
- Від тюркського aslan, arslan («лев»). Причини семантичного зсуву («лев» > «слон») неясні.
- Версія далекосхідного походження: пор. кит.: 象, [ɕiaŋ] < [*slaŋ] («слон»), бірм. sʰaŋ < *slaŋ («слон», «бик»). Ця версія, хоча й неймовірна з історичного погляду, дуже принадна у фонетичному плані[1].

Слово elephant, яким зовуть слона у більшості європейських мов, походить від лат. elephantus, яке, своєю чергою, запозичене з давньогрецької (ἐλέφᾱς, род. відм. ‎ἐλέφαντος). Вважають, що це слово має афразійське походження: пор. пра.-бер. *eḷu, тамашек êlu, alu, єгип. ȝbw.

## Загальні відомості
Докладніше про родину, що включає сучасних слонів, див. Слонові.

#### Морфологія
Слони — великі тварини: висота тіла в плечах становить 2,5—3,5 м, довжина до 4—4,5 м. Маса до 5 (зрідка до 7,5) т, самиці дрібніші за самців. Африканський слон більший від азійського. Кістки всіх чотирьох кінцівок міцні, пальці невиражені, підтримуються подушечкою щільної сполучної тканини, закінчуються окостенілими нігтями.
Органом дотику, нюху і хапання слугує рухливий хобот. Слони мають масивні корінні зуби, якими перетирають рослинну їжу. В міру стирання вони, на відміну від зубів більшості ссавців, протягом життя замінюються новими до 6 разів. Сильно розвинені другі верхні різці утворюють бивні та постійно ростуть.
Великі вуха слугують для регулювання температури та порівняно рухливі — слони здатні махати ними. Вуха слона складаються з тонкого шару шкіри, яка покриває хрящову тканину, та густої мережі кровоносних судин. У жаркі дні слони постійно махають вухами, створюючи легенький вітерець. Цей вітерець охолоджує поверхню кровоносних судин і охолоджена кров циркулює у тілі тварини. Гаряча кров охолоджується у вухах навіть на 6 °C перед поверненням до інших частин тіла. Відмінність у розмірах вух африканського та азійського слонів частково пояснюється географією їхнього проживання. Африканські походять і проживають біля екватора, де тепліше, тому вони мають більші вуха. Азійські живуть трохи далі на північ, у прохолоднішому кліматі, і тому мають менші вуха. Хвіст порівняно довгий, закінчується волосяною китицею.

##### Харчування
В умовах природного проживання раціон слонів напряму залежить від регіону їх проживання. Слони, які живуть на півдні Індії, наприклад, люблять жувати листя фікуса, а слони, які живуть у Зімбабве, споживають зовсім інші рослини. Джерело їжі слонів змінюється також в залежності від сезонів посухи чи дощів. У цілому ж у раціон цих тварин входять листя, кора і плоди різноманітних дерев, трава, яка задовольняє їх потребу у мінералах.
Основною їжею для слонів у неволі слугує трава і сіно. Улюбленими ласощами слонів є різні солодкі плоди, такі як яблука чи банани. З овочів слони люблять моркву. Також великою популярністю користується печиво і хліб. Слони, як і люди, люблять цукерки різних сортів, і також як у людей, у слонів є ризик переїдання солодкого. Як наслідок у тварини з'являються проблеми зі здоров'ям. Слон товстішає, його поведінка стає неприродною: тварина ходить вздовж огорожі, похитуючись, очікуючи на прихід відвідувачів з довгоочікуваними цукерками.
За один день слон у природних умовах споживає 300 кг листя та трави, які мають великий відсоток вологи. В неволі дорослий слон з'їдає близько 30 кг сіна, 10 кг овочів та 10 кг хліба. У залежності від температури повітря, слон випиває від 100 до 300 літрів води за один день.

#### Поведінка
Живуть слони 70—80 років, статевої зрілості досягають у 10—20 років, вагітність триває 22—24 місяців. Народжують одне дитинча масою близько 100 кг. В пошуках їжі здійснюють великі переходи (до 100 км на добу), можуть вільно рухатися в хащах і болотами, легко підіймаються на круті гірські схили, добре плавають.
Живуть сімейними групами (близько 10 самок зі слоненятами), самці тримаються поодинці або утворять череди холостяків. При високій щільності популяції утворюють череди (іноді по декілька десятків і навіть сотень особин), що включають велике число сімейних груп і слонів-одинаків.
Слони володіють хорошою пам'яттю, здатні проявляти емоції, такі як радість, сум, гнів, у слонів відома ігрова діяльність. Для комунікації на великих відстанях використовують нечутний для людини інфразвук. У цих тварин відома поведінка, що асоціюється з людськими поховальними ритуалами. Якщо слон помер, інші слони до кількох днів лишаються поруч, торкаючись трупа ногами та хоботами.
Самці використовують вуха при демонстрації агресії та під час шлюбного періоду. Якщо слон хоче залякати хижака чи противника, він розставляє широко вуха, щоб виглядати більшим та масивнішим. Протягом сезону спарювання самці із залози, що знаходиться поза очима, виділяють муст (секрет), який має сильний запах. Джойс Пул, відомий дослідник слонів, висував теорію, що самці махають вухами, щоб поширювати запах цього «слонового одеколону» на великі відстані.

## Еволюція та систематика

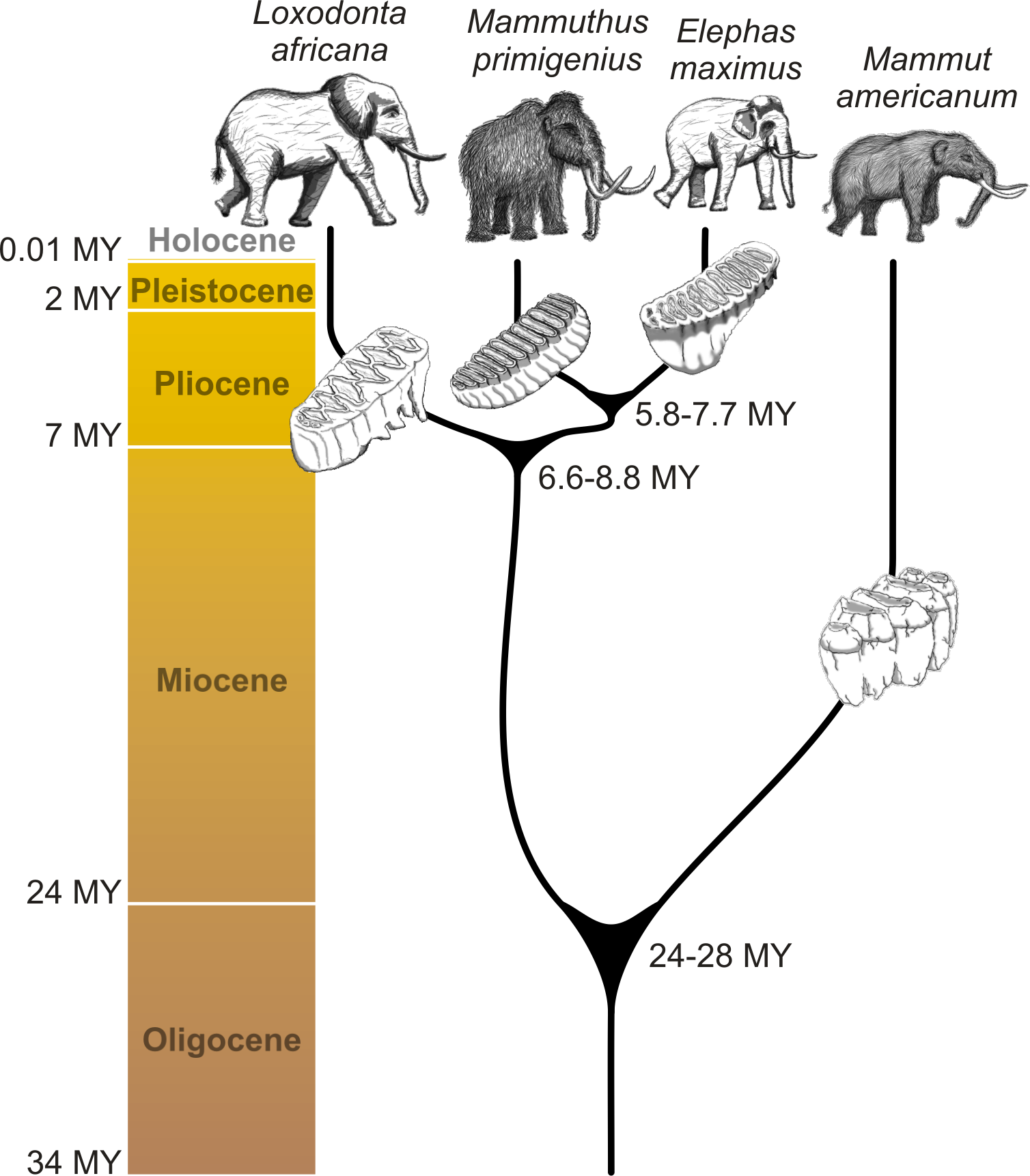
Схема еволюції хоботних

#### Сучасні види
Сучасні види слонів належать до однієї родини Слонові та є єдиними сучасними представниками ряду Хоботних, які отримали назву через їхню примітну особливість анатомії — хобот. У сучасній фауні Слонові представлені двома родами: в першому — 2 види, в другому — 1. Між ними існують відмінності у морфології, звичках, добуванні їжі, груповій поведінці та комунікації.
Африканський слон (Loxodonta africana) живе головним чином у залісеній савані східної та південної Африки, має два види. Перший, саванний або бушовий слон (Loxodonta africana africana) поширений в західній і південній Африці, тоді як його підвид Loxodonta africana cyclotis заселяє більшу частину центральної та західної Африки. Другий вид, лісовий слон (Loxodonta cyctolis) — головним чином живе в дощових тропічних лісах західної Африки.
Обом притаманний рівний похилий лоб, вигнута вниз спина, великі вуха, довгі бивні, шкіра сіра, груба і зморшкувата, хобот має два пальцеподібних відростка на кінці. Разом з тим помітна анатомічна різниця між видами. У саванного слона тіло більше, м'язи більш розвинуті, вуха трикутні та дуже великі, бивні масивні й вигнуті назовні та вперед, спина сідлоподібна. В лісового слона тіло менше і компактніше, вуха менші й заокруглені, бивні вузькі, довгі, спрямовані донизу, спина пряміша. Між цими двома підвидами видно чітку різницю в будові черепа, анатомії нижньощелепної кістки. Генетична різниця між ними навіть більша за різницю з азійським слоном.
Азійський слон (Elephas maximus) менший, має менші вуха та коротші бивні, випуклий вигин спини, шкіра менш зморшкувата, коричнуватого відтінку, і покрита короткими волосками. Азійський слон володіє одним пальцеподібним відростком хобота. На відміну від африканського, приручається і застосовується в господарстві як їздова і тяглова тварина. Виділяються підвиди: індійський слон (Elephas maximus indicus), поширений в материковій Азії; суматранський слон (Elephas maximus sumatranus), ендемік індонезійського острова Суматра; та цейлонський слон (Elephas maximus maximus), ендемік Цейлону.

#### Виникнення сучасних видів
Предками усіх Хоботних вважаються меритерії, що мешкали на території Африки з палеоцену до раннього олігоцену. Ці тварини, зовні схожі на свиню, мали ікла, розвинені в невеликі бивні та, імовірно, рухливу верхню губу чи короткий хобот. У подальшій еволюції Хоботні розділилися на мастодонтів (Mammutidae) і дейнотерієвих (Deinotheriidae). Мастодонти у своєму розвитку дали Слонових (Elephantidae). Предками сучасних слонів вважаються примелефаси (Primelephas), що жили на території Африки в міоцені та пліоцені 7-2 млн років тому. Африканський Elephas ekorensis, який жив 4-4,5 млн років тому, видається близьким до спільного предка сучасних видів. Від нього виникли роди Elephas і Loxodonta. Перший населяв Африку та Євразію, але поступово витіснився з Африки Loxodonta.
На середземноморських і південно-східних азійських островах у плейстоцені (від 1,8 млн до 10 тисяч років тому) існували карликові слони, похідні від різних видів, у тому числі африканського та азійського слона.

## Стосунки з людиною

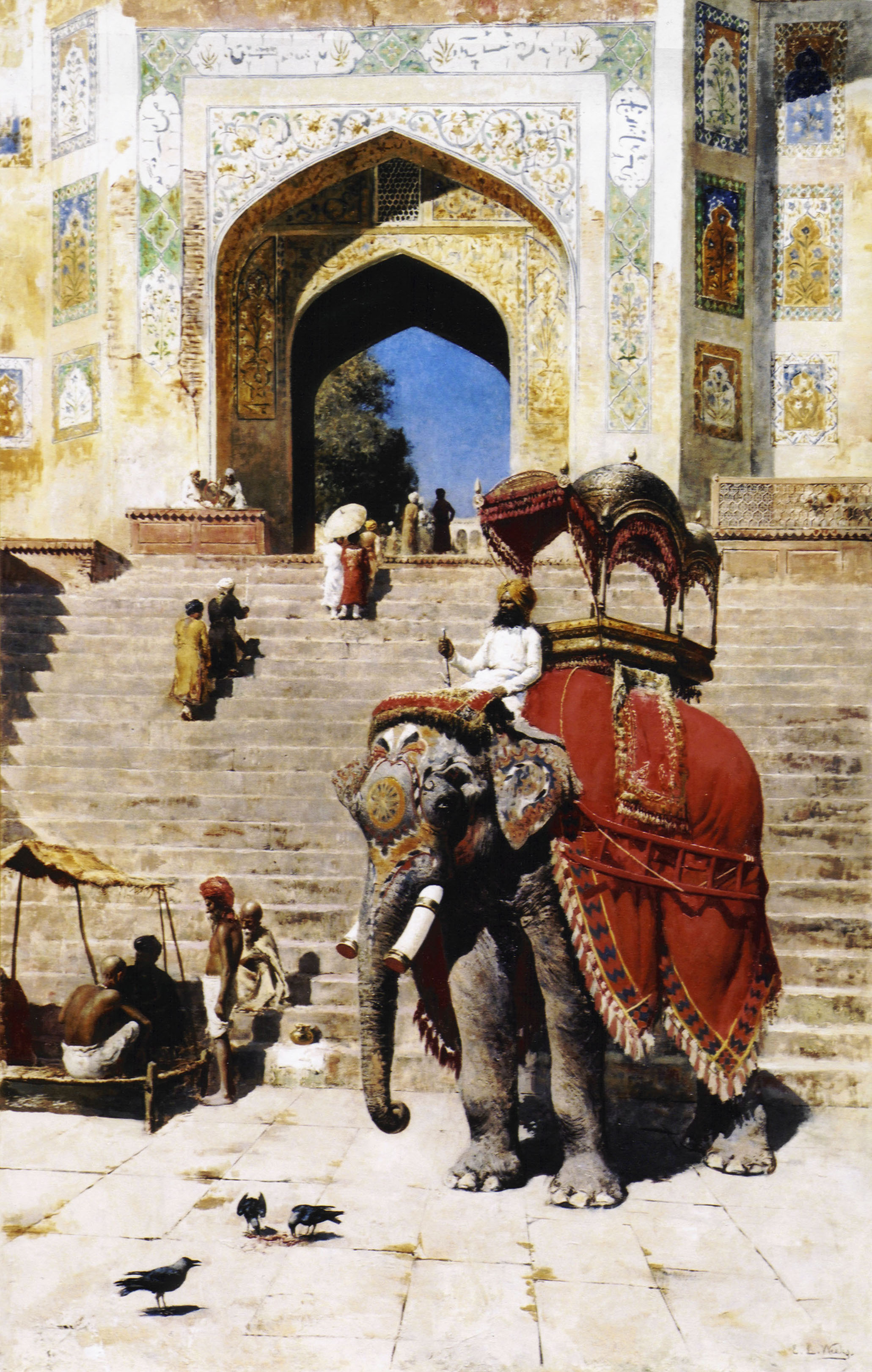
Їздовий слон, картина Рудольфа Ернста

Азійських слонів вперше було приручено Індською цивілізацією і відтоді вони широко використовуються в господарстві та розвагах, зокрема в Південній та Південно-Східній Азії. Завдяки своїй силі слони застосовуються як тяглові та їздові тварини, своїм хоботом вони здатні підіймати вантажі, валити невеликі дерева. Також азійські слони відомі як циркові тварини, позаяк їх можна навчити виконувати трюки. Зазвичай слони дресуються з дитинства, до 6-и років навчаються виконувати прості команди та повністю розкривають свій фізичний потенціал до 16-и. На ринках самиці як правило цінуються вище за самців. Близько 1200 слонів цього виду утримується в зоопарках по всьому світу.

У воєнних цілях азійських слонів вперше стали використовувати в Індії, потім в Персії, Карфагені. Широко відомий факт зіткнення війська Александра Македонського з бойовими слонами у битві при Гавгамелах, битві на Гідаспі. Пізніше слони застосовувались як у війську Александра, так і в елліністичних державах. Утім, у бою слони ефективні переважно для залякування противника, який не знайомий зі слонами, оскільки противник, який добре знайомий з ними, міг ефективно протидіяти слонам. До того ж слони в ейфорії битви не раз переставали розрізняти своїх і чужих.

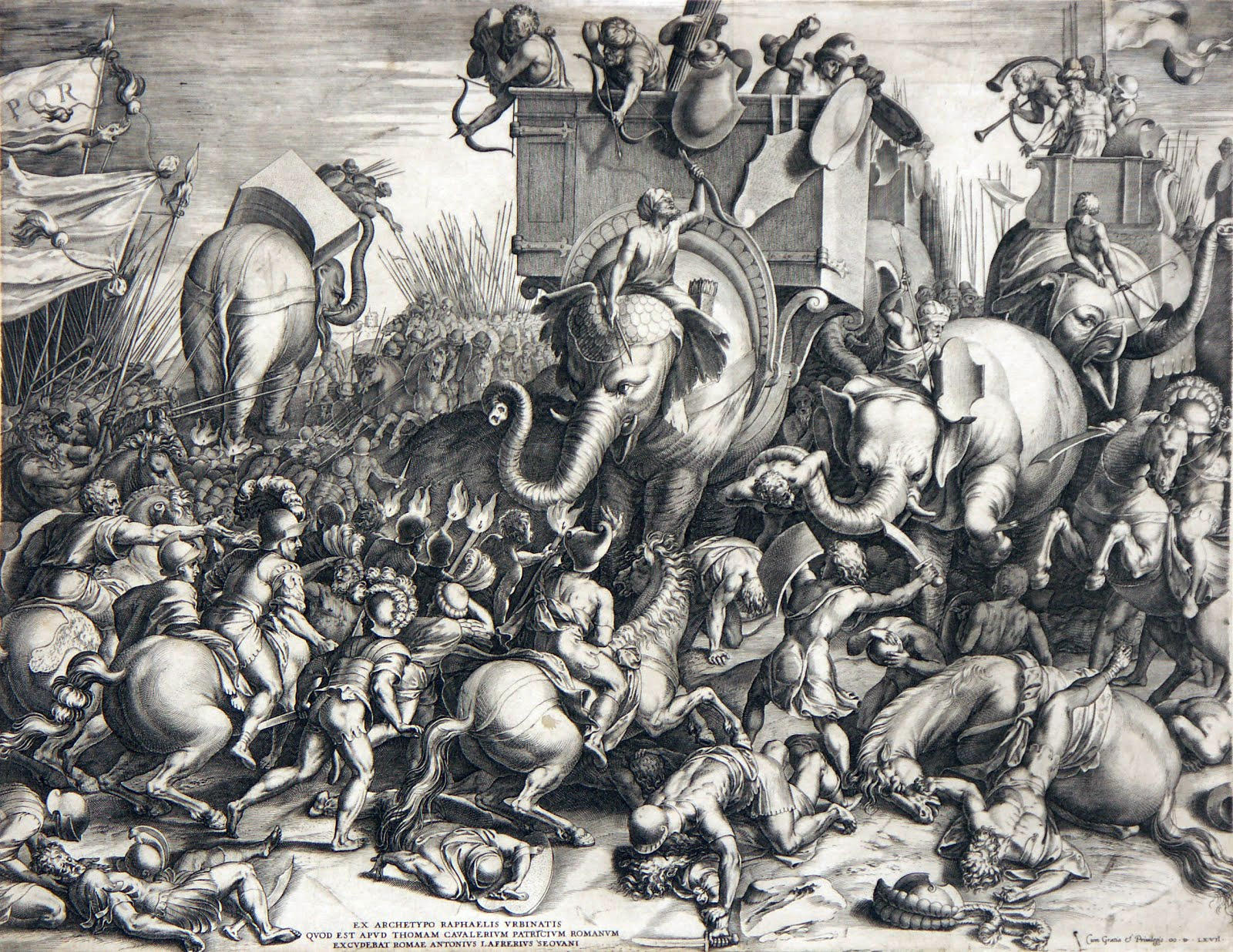
Картина «Битва при Замі», 202 р. до н. е. написана Корнелісом Кортом

В Античні часи бойові слони використовувались в основному проти кінноти, оскільки коні боялися слонів і атака кінноти «захлиналась». Слони, маючи співмірну з кіннотою швидкість, але разом з тим незрівнянно більшу вагу, спонукали будь-яку кінноту до втечі, як це наприклад було в битві при Гераклії: цар Пірр, бачачи фактичну поразку своєї армії від римської кінноти, кинув резервні сили — слонів і цим обернув результат битви на свою користь.
Про бойових слонів згадується в Біблії, так Єлеазар Макавей у битві за Єрусалимський замок убив слона, підкравшись до нього знизу (1-а Книга Макавеїв, 6:46). Подібний вчинок вчинив Юда Макавей у битві за Бетсуру, пронизавши наскрізь найсильнішого слона разом з тим, хто був у його башті (2-а Книга Макавеїв, 13:15). Клавдій Еліан писав про те, як римляни успішно застосували свиней проти бойових слонів Пірра, оскільки слони бояться виску свиней.
У Південній та Південно-Східній Азії, зокрема в Індії, практикувалася страта слонами — розтоптування засудженого слоном, або розчавлювання голови слоновою ногою.
Бивні слонів, так звана слонова кістка, високо цінуються як матеріал для виготовлення коштовностей. Головним чином це бивні африканських слонів, хоча перші відомі знахідки — це вироби з бивнів азійських слонів V тисячоліття до н. е. В XIX столітті слонова кістка також використовувалася для виготовлення більярдних куль, клавіш музичних інструментів, фурнітури. Попри назву, під слоновою кісткою розуміються також бивні вимерлих мастодонтів і мамонтів, а також бивні моржів і китові зуби. Позаяк слонові бивні є метою браконьєрів, що передбачає вбивство тварин, торгівля цим матеріалом обмежується. Слонова кістка дедалі більше замінюється імітаціями з деяких видів горіхів і пластмасами.
М'ясо слонів може вживатися людьми в їжу. З археологічних знахідок відомо, що первісні люди на території Англії ще 400 тисяч років тому полювали на карликових слонів. М'ясо сучасних африканських слонів переважно добувається браконьєрами як делікатес.

## Слон як символ

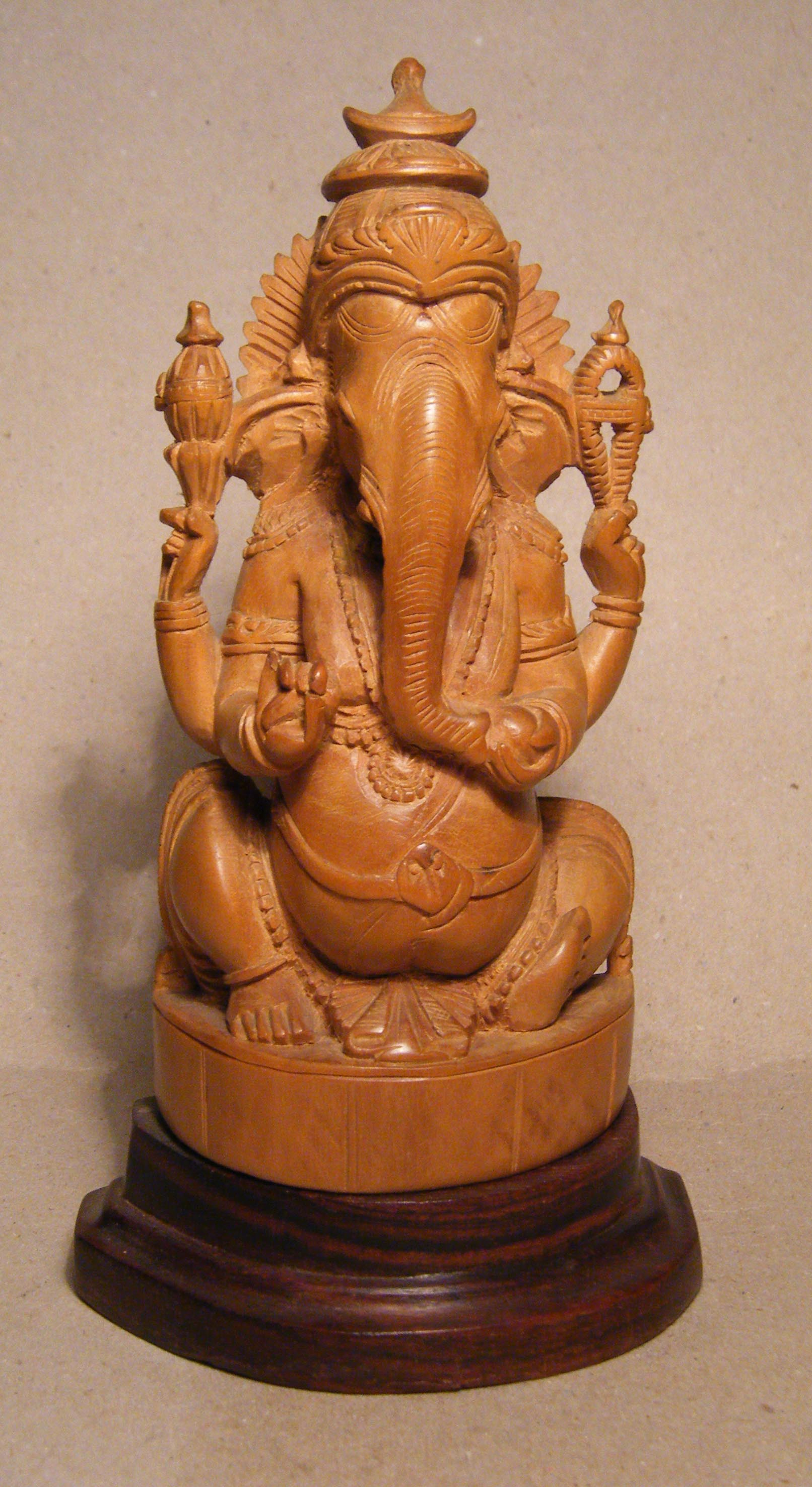
Ґанеша (санскр. गणेश — «поводир групи») — слоноголовий бог удачі і мудрості в індуїзмі, заступник торгівлі.

В азійських культурах слон символізує мудрість. В індуїзмі з головою слона і тілом людини зображається бог Ґанеша — бог удачі та мудрості. Також слон може символізувати щось дуже велике, неповоротке, незграбне. Приказка «слон в посудній крамниці» означає незграбну поведінку. Ідіома «білий слон» — щось надзвичайно дороге, але непрактичне й безглузде.
У європейських середньовічних бестіаріях слон переважно зображався як фантастична тварина, розумна, шляхетна та сильна. За повір'ями, слон не мав колін, тому завжди спав стоячи, і боявся мишей. На ілюстраціях він часто бореться з єдинорогом чи змієм, або несе на спині башту з воїнами, слугуючи алегорією борця сил Добра.
Також є символом безпристрасності та емоційної невразливості, що відображено у фразеологізмі «товстошкірий, як слон»[джерело?].

## Охорона
Ареал і чисельність африканських слонів скорочуються через руйнування місцеперебувань і браконьєрського полювання заради бивнів (слонової кістки). В 1800 році, до початку активного полювання на них заради кістки, в Африці проживало 26 млн слонів. Від початку XX століття популяція впала з 1,3 млн до 625 тисяч. Станом на 2016 рік африканських слонів лишилося близько пів мільйона, при цьому за 2015 було вбито 20000, значно більше, ніж народжувалося.
Міжнародна торгівля слоновою кісткою була заборонена в 1989 році задля збереження тварин. Обмеження, втім, не стосується запасів кістки, створених до 1989 і предметів старовини, виготовлених із неї. Попри це, продовжується браконьєрське полювання. Головними ринками збуту слонової кістки є Китай і США. Деякі африканські держави — в тому числі Намібія, Зімбабве, Південна Африка та Ботсвана — виступають за право продавати бивні слонів, померлих через природні травми чи від старості.
Загальна популяція диких азійських слонів оцінюється в 50 тисяч. Хоча на них не полюють заради кістки, ці тварини вимирають через руйнування їхнього природного середовища життя.
Задля збереження слонів практикується захист територій їх проживання від впливу людини, заборона місцевих ринків збуту кістки, підтримка рейнджерів і добровольців для боротьби з браконьєрами.